# Робърт Скоулз
Робърт Скоулз (на английски: Robert E. Scholes) е професор по англицистика в университета „Браун“ в САЩ. Най-голяма известност му носят идеите за фабулацията и метафикцията.

## Биография
Робърт Скоулз получава бакалавърската си степен в Йейлския университет (1950). Изпълнява военна служба във флота (1952 – 1955), след което получава магистърска степен в Университета Корнел (1956), където защитава дисертацията си (1959). Професор в университета „Браун“ от 1970 г.
Заедно с Ерик Рабкин през 1977 г. публикува книгата Science Fiction: History, Science, Vision (Научната фантастика: история, наука, визия), която се превръща в крайъгълен камък на фантастологията (на английски: science fiction studies).
Скоулз е почетен доктор на Лионския университет (Université Lumière Lyon 2) във Франция (1987) и на Нюйоркския щатски университет (2003). Президент е на Семиотичното общество на Америка (1989 – 1990) и на Асоциацията за съвременни езици и литератури (2004).

### Авторски книги
- The Cornell Joyce Collection: A Catalogue (Колекцията на Джойс в Корнел: Каталог) (1961)
- The Fabulators (Фабулаторите) (Oxford, 1967)
- Elements of Fiction (Елементи на художествената проза) (Oxford, 1968)
- Elements of Poetry (Елементите на поезията) (Oxford, 1969)
- Structuralism in Literature (Структурализмът в литературознанието) (Yale, 1974, преводи на: испански, 1981, японски, 1992, китайски (Тайван), 1994)
- Structural Fabulation (Структуралното фабулиране) (Notre Dame, 1975)
- Fabulation and Metafiction (Фабулиране и метафикция) (Illinois, 1979)
- Semiotics and Interpretation (Семиотика и интерпретация) (Yale, 1982; преводи на: японски, 1985, и италиански, 1986)[3]
- Textual Power (Текстовата власт) (Yale, 1985; превод на японски, 1987)[4]
- Protocols of Reading (Протоколи на четенето) (Yale, 1989, преводи на: японски, 1991, италиански, 1992, португалски, 1995)
- In Search of James Joyce (В търсене на Джеймс Джойс) (Illinois, 1992)
- The Rise and Fall of English: Reconstructing English as a Discipline (Възход и упадък на англицистиката: Реконструирайки англицистиката като специалност) (Yale, 1998)[5]
- The Crafty Reader (Коварният читател) (Yale, 2001)[6]
- Paradoxy of Modernism (Парадоксалността на модернизма) (Yale, 2006)[7]
- Modernism in the Magazines: An Introduction (Модернизмът в списанията: Въведение) (2010), заедно с Клифърд Улфман[8]